# Jardin botanique de l'université de Pavie
Le Jardin botanique de l'université de Pavie (en italien, Orto botanico dell'università di Pavia) est un jardin botanique italien fondé au XVIe siècle, qui fait partie des musées de l'université de Pavie et du réseau des jardins botaniques de la Lombardie. Actuellement, il couvre une superficie d'environ deux hectares et abrite près de deux mille espèces de plantes différentes, organisées par sections. Le directeur actuel est Francesco Sartori. Le jardin botanique se trouve à l’endroit où se trouvait l’église Saint-Épiphane, dont il conserve le cloître du XVe siècle.

## Historie
Le jardin a été commencé en 1773 en tant que successeur de l’ancien Orto dei Semplici de Pavie (créé en 1558). Fulgenzio Vitman, un moine de Vallombrosan, a établi la première chaire de botanique à l’Université de Pavie en 1763 et a commencé la conception du jardin botanique de Pavie. En 1772, le comte Karl Joseph von Firmian, plénipotentiaire des Habsbourg pour la Lombardie, recommanda l’utilisation du jardin botanique de Padoue comme exemple. En 1773, les botanistes Valentino Brusati et Giovanni Battista Borsieri ont entrepris les travaux pour la construction du siège actuel. En 1774, le laboratoire de chimie a été créé.
En 1775, le jardin était utilisé, avec ses premières serres en bois construites en 1776 conçues par Giuseppe Piermarini, puis modifiées par Luigi Canonica en 1815. En 1777, lorsque les bâtiments du Jardin étaient déjà similaires à l’actuel, il prit la direction du naturaliste Giovanni Antonio Scopoli (1723-1788) Grâce à quoi le jardin botanique de Pavie a atteint une structure comparable à celle des jardins botaniques italiens les plus célèbres.
Domenico Nocca organise et agrandit le jardin de 1797 à 1826, ajoutant des collections pour échanger des semences et des plantes, et construisant une serre en maçonnerie pour remplacer les anciennes structures en bois. Le jardin a été considérablement endommagé pendant la Seconde Guerre mondiale, après quoi ses serres ont été relocalisées sur le côté sud du bâtiment principal.
De 1964 à 1982 Ruggero Tomaselli était le directeur, qui a entrepris la culture et l’étude des espèces de tous les continents et a fait la serre tropicale. Depuis 2017, le jardin botanique de Pavie fait partie du système de musées de l’Université de Pavie (SMA).

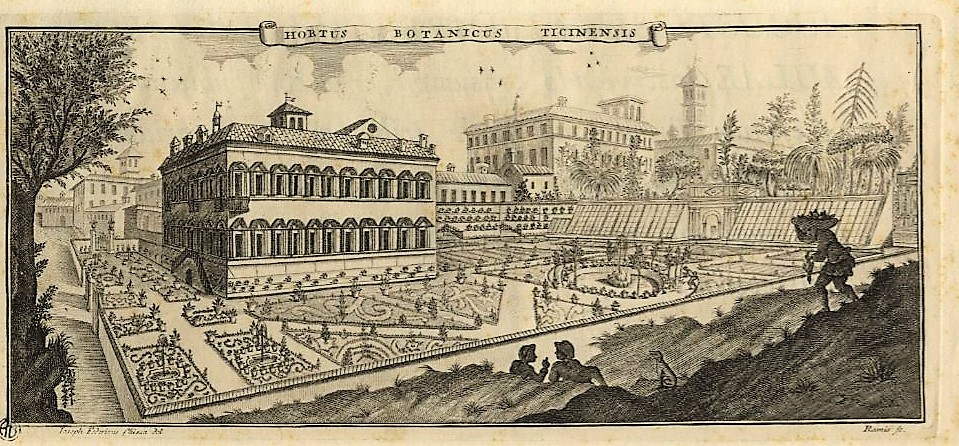
Le jardin botanique en 1780.
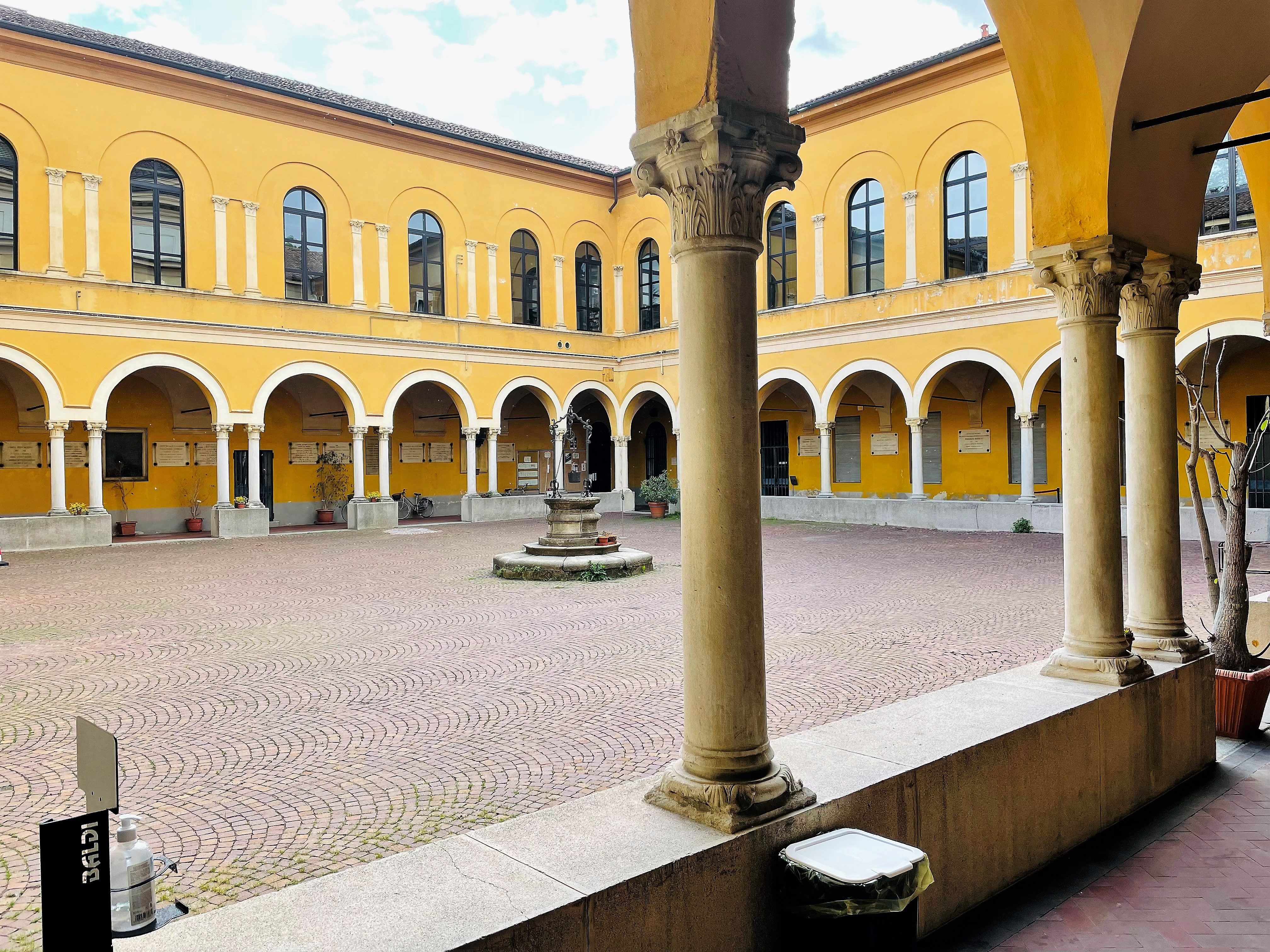
Le cloître de l’église de saint Épiphane (1460-1480) englobé dans le palais du jardin botanique (1773).
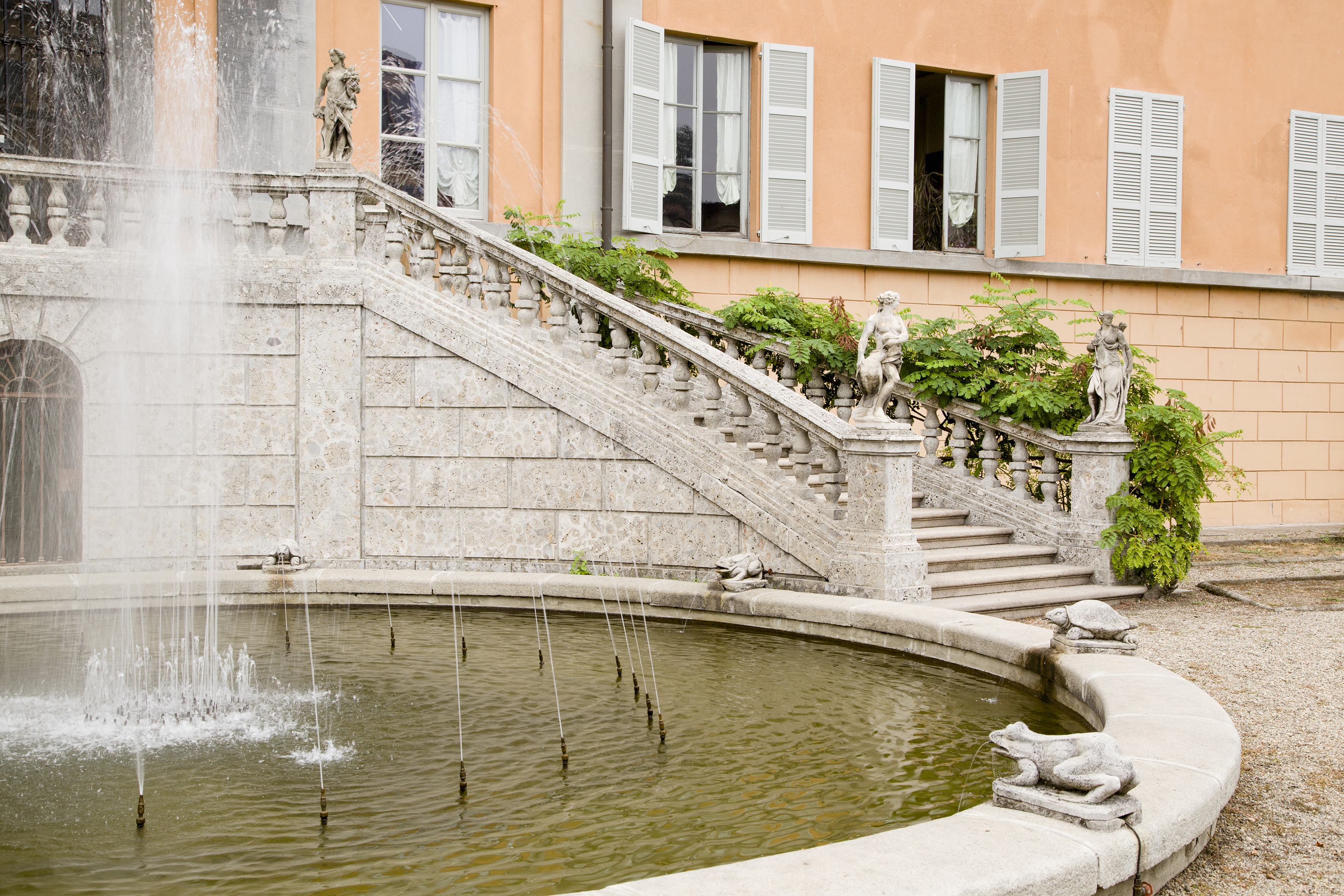
Fontaine et escalier de la façade sud.
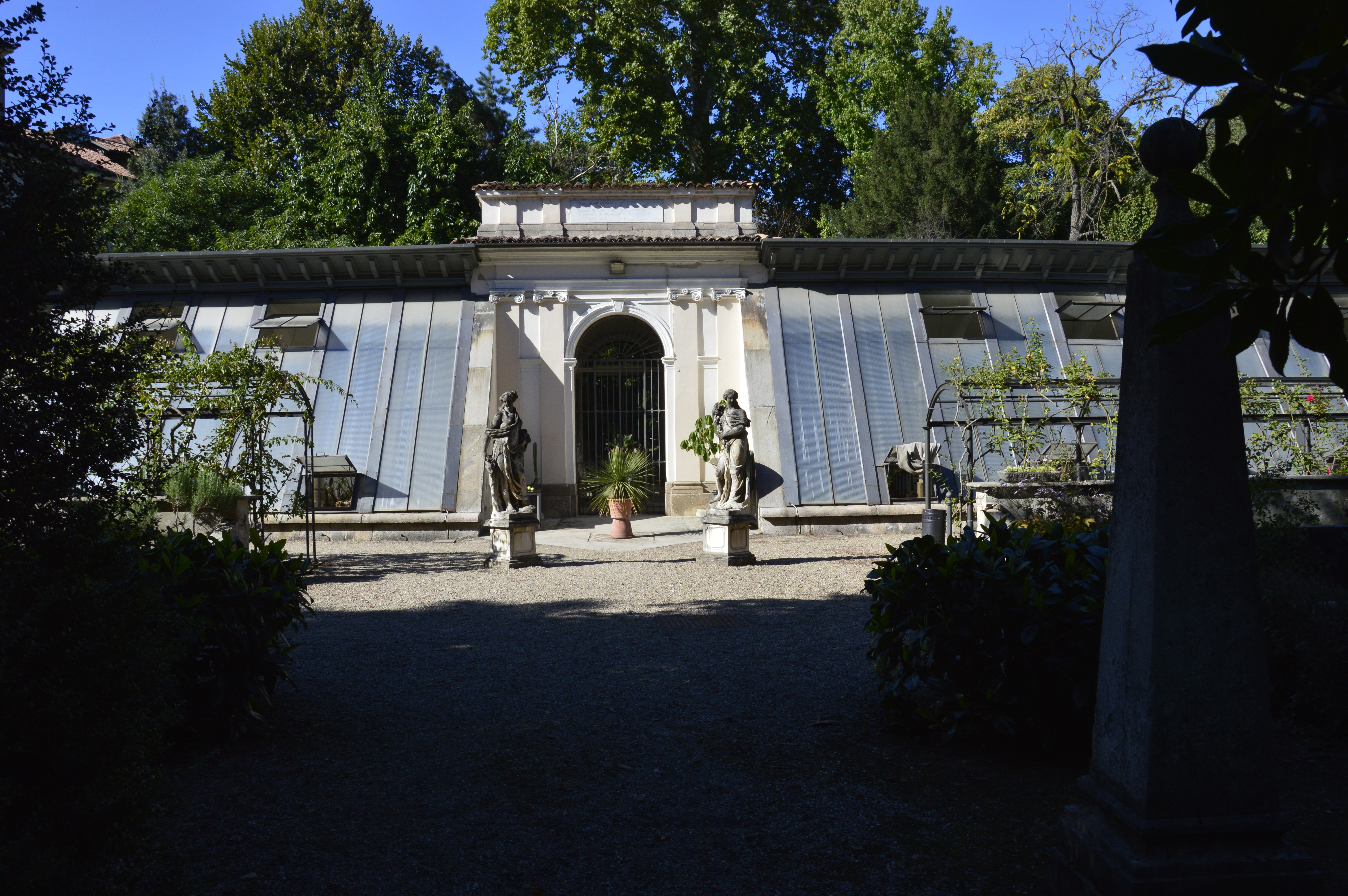
Certaines des serres conçues par Giuseppe Piermarini (1775) pour Giovanni Antonio Scopoli
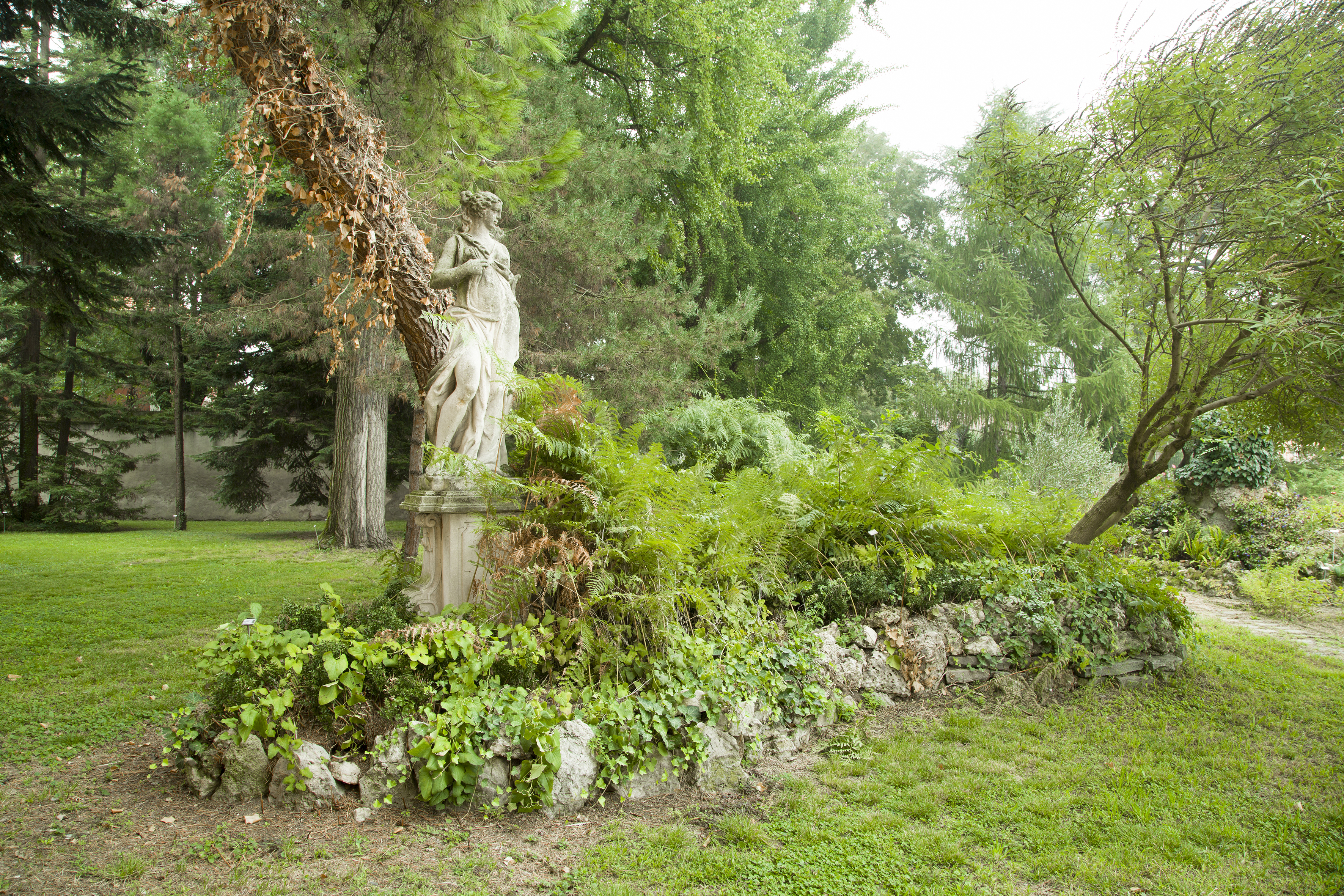
Coin du jardin

## Collections
Aujourd’hui, le jardin contient environ 2000 taxons, avec d’importantes collections de plantes aquatiques, de conifères, d’hostas, d’hortensias, de magnolias, de plantes médicinales, de tourbières et d’une roseraie. Ses quatre serres sont les suivantes :
- Serre aride (Serre Scopoliane, datant à l’origine de 1776, mesurant 52 m (171 pieds) de long sur 23 pieds (7,0 m) de large) — une bonne collection de plantes grasses (plus de 500 espèces) avec des spécimens notables de Ariocarpus furfuraceus, Ariocarpus trigonus, Copiapoa cinerea, Lophophora williamsii var. Caespitosa, Obregonia denegrii et Welwitschia mirabilis, et de nombreuses espèces de Frailea, Lobivia et Rebutia, ainsi que 30 espèces de Lithops[4].
- Orchidacées en serre — orchidées d’Amérique centrale et d’Amérique du Nord, ainsi que Araceae, Bromeliaceae et Tillandsia[5].
- Serre tempérée — plantes d’importance économique, fruits, etc.
- Serre tropicale (construite en 1974) — Araceae, Arecaceae, Euphorbiaceae, Liliaceae, Marantaceae et Pteridofitas.
- La culture du thé. Le directeur Giovanni Briosi, vers la fin du XIXe siècle, a expérimenté la culture du thé, mais seulement vers 1920 Gino Pollacci, a réussi à acclimater la plante au froid du nord de l’Italie sans avoir besoin de couverture pendant l’hiver, Ainsi naît une nouvelle variété : Camellia sinensis (L.) Kuntze 'Ticinensis' (= C. sinensis f. ticinensis (Pollacci & Gallotti) Ardenghi), de "Pavese tea". Pour cette découverte, en 1939, il reçoit un prix du ministère de l’Intérieur. La floraison du thé Pavese a lieu en mai et en octobre[6],[7].

## Herbiers
Les locaux du Jardin Botanique de Pavie accueillent l’Herbier de l’Université de Pavie (acronyme PAV), actuellement géré par le Département des Sciences de la Terre et de l’Environnement (DSTA). Les spécimens les plus anciens datent de Fulgenzio Vitman (1763-1785); l’herbier de Vitman a maintenant été numérisé, certains d’entre eux ont été réalisés, selon une technique très originale pour l’époque, intégrant la plante séchée avec des dessins à l’aquarelle, représentant principalement des organes difficiles à sécher (p. ex., feuilles succulentes, fruits).
En partie d’une partie séchée et en partie de la collection d’herbiers de plantes séchées ont continué jusqu’à la direction de Giuseppe Moretti (1826-1853). De Santo Garovaglio (1853-1882) ont été trouvés les herbiers de Giuseppe Comolli et Guglielmo Gasparrini; ces herbiers ont été considérés si importants pour être conservés séparément de la collection générale. La création d’un herbier lombard et d’un herbier général remonte à la direction de Raffaele Ciferri (1942-1964), avec l’intention de rassembler tout le matériel présent. Certains herbiers, par exemple celui d’Adriano Fiori, ont partiellement conservé leur forme autonome. Les principales collections comprennent des collections mycologiques et de lichens. Chaque échantillon doit porter une étiquette indiquant le lieu et la date de la collecte du matériel et la signature de ceux qui l’ont catalogué.

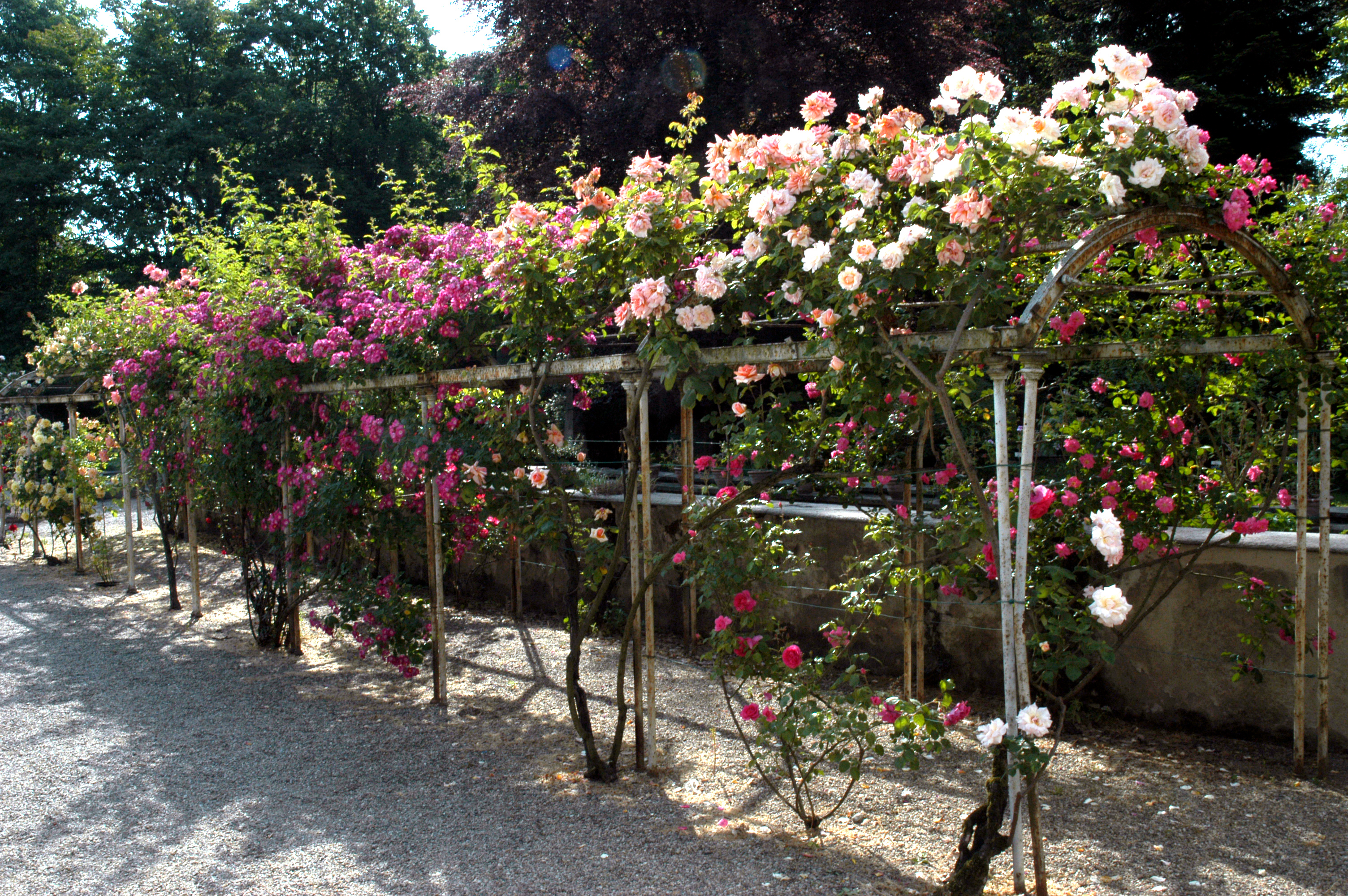
Une des pergolas de la roseraie.
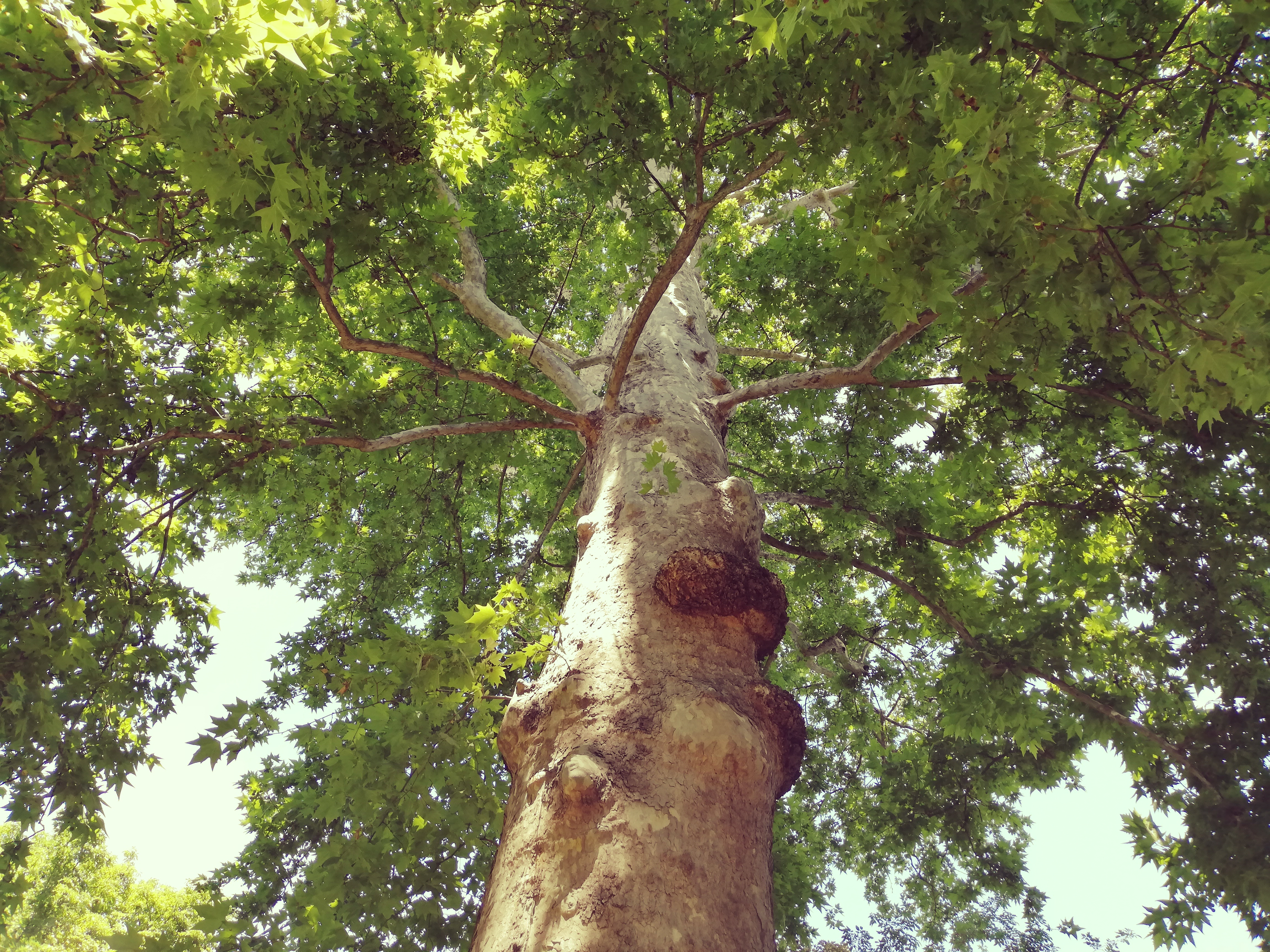
Platano planté par Giovanni Antonio Scopoli en 1778.
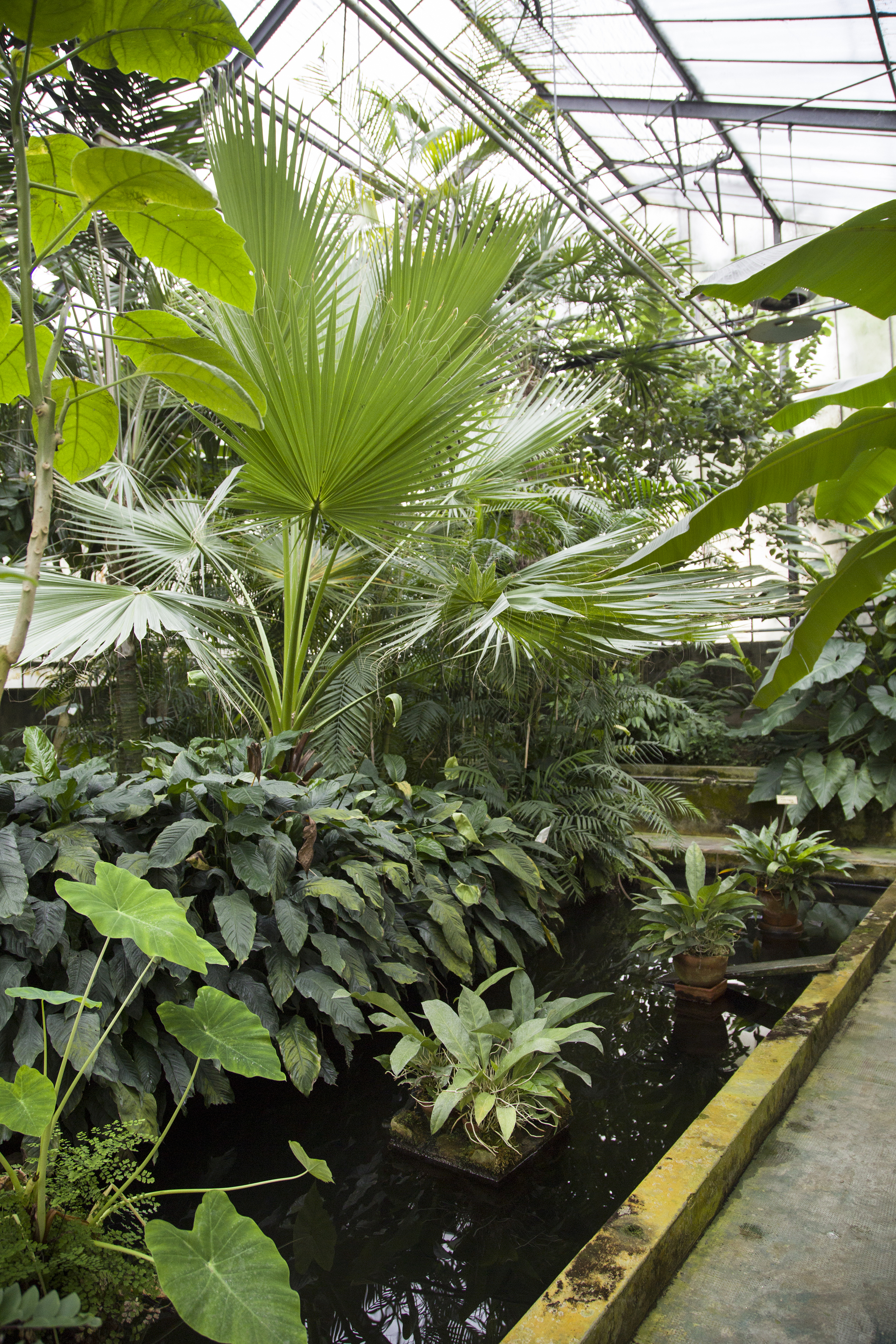
Les serres tropicales.
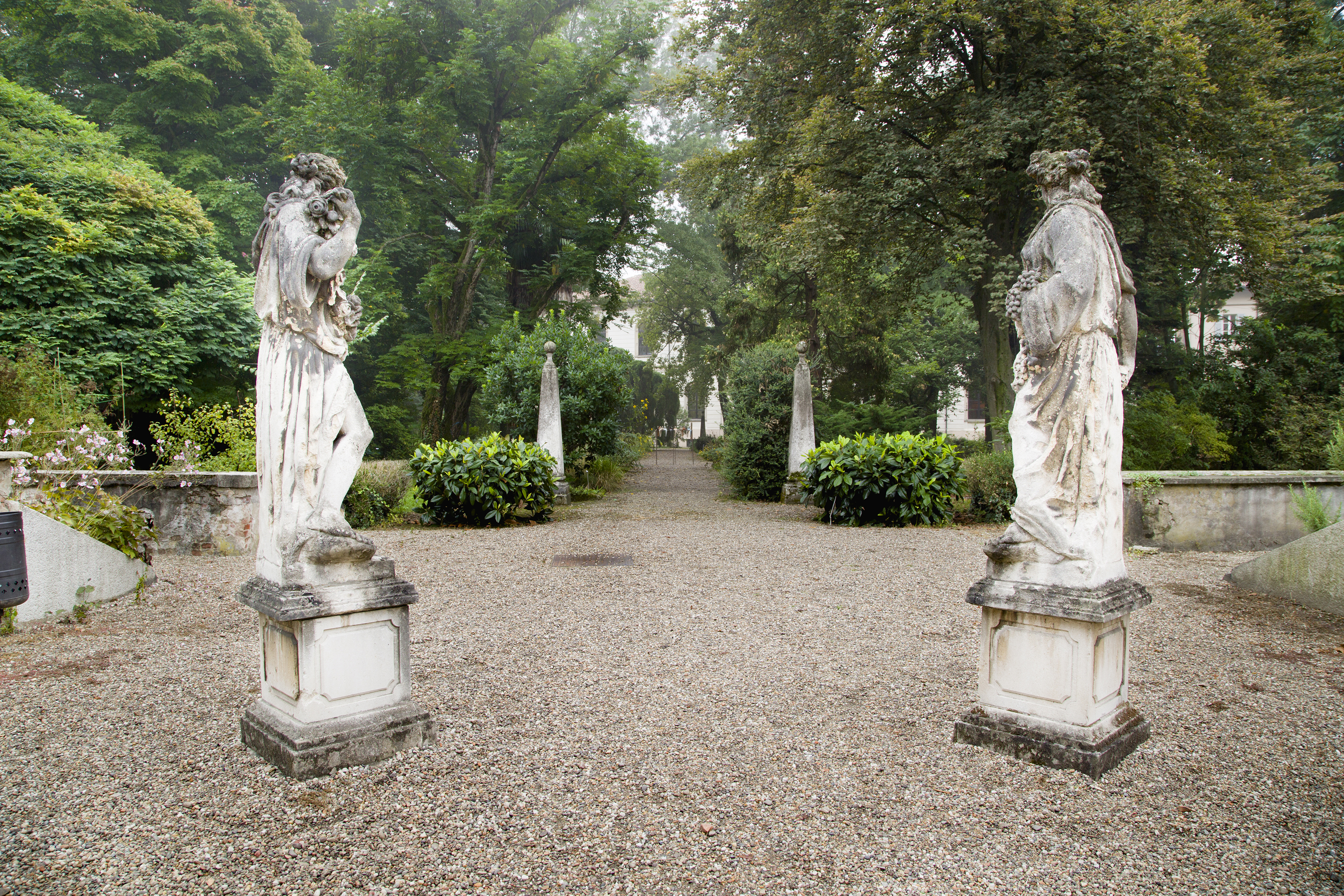
Une des allées du jardin.
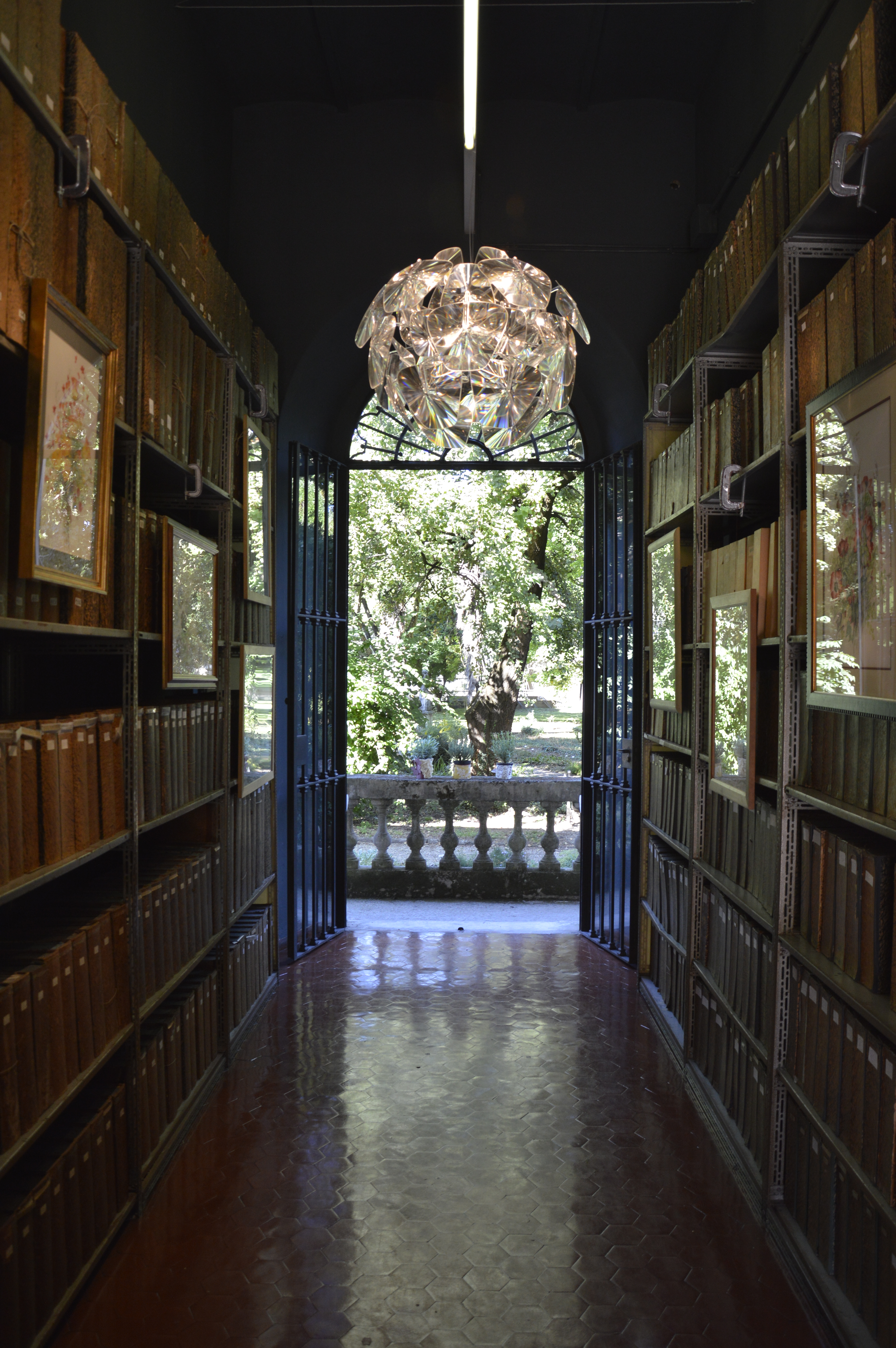
La bibliothèque du jardin botanique, où sont conservés les herbiers.

## Réserve naturelle Bosco Siro Negri
Depuis 1973, l’Institut gère la réserve naturelle Bosco Siro Negri, un espace naturel protégé appartenant à l’Université de Pavie. La réserve a été donnée à l’Université de Pavie en 1967 par Giuseppe Negri, un commerçant de bois et grand amoureux de la nature. La réserve est située près du Tessin, à quelques kilomètres du centre de Pavie. La forêt nous montre l’état original de la nature avant l’arrivée des Romains, avant l’établissement humain.La réserve couvre une superficie de 34 hectares, Il s’agit de l’un des rares exemples de végétation forestière de la plane du Pô avec des caractéristiques de bon naturel, de très faible perturbation anthropique et représente le témoignage fidèle d’un ancien patrimoine naturel botanique. La réserve est recouverte d’une épaisse végétation, principalement composée de chênes (Quercus robur).

## Chronologie
- 1520 - Probable année d’ouverture d'une collection de plantes médicinales, appelée « Jardin des simples », chez Leonardo Leggi, lecteur d'« ordinaire pratique médicale. » Cette collection change plusieurs fois son emplacement au fil des ans.
- 1773 - Fulgenzio Whitman, devenu lecteur en 1763, après une longue période de persuasion des autorités, fait transférer le Jardin du Latran dans un ancien couvent, où il se trouve encore actuellement. Le nouveau siège est mis en place proposant comme modèle le Jardin des simples de Padoue.
- 1776 - Au cours de la direction de Valentino Brusati, les serres ont été construites, dessinées par l'architecte Giuseppe Piermarini, en correspondance des serres actuelles.
- 1777-1778 - Giovanni Antonio Scopoli devient directeur et donne au jardin botanique une structure très semblable à celle que l'on peut voir actuellement. Cela peut être vérifié par la lecture de l'une des œuvres les plus importantes de Scopoli « Deliciae Florac et Faune Insubricae » de 1786. Sous sa direction sont également établies des relations avec de nombreux botanistes européens.
- 1797-1826 – Pendant ces années Dominico Nocca, devenu directeur, poursuit les travaux d'organisation du jardin: la restructuration des serres en bois de Scopoli, la fabrication en briques par Luigi Canonica et enrichit les collections à travers l'échange des semences et plantes ;
- 1871 - Sous la direction de Santo Garovaglio on établit le laboratoire cryptogamique pour l'étude des maladies des plantes causées par des parasites.
- 1883-1919 - Le jardin est dirigé par Giovanni Briosi, qui fait établir les premières serres chaudes.
- 1943 - Le directeur, Raffaele Ciferri, à cause des pertes après la guerre, retire les serres du côté sud du jardin, édifiant à sa place l’actuelle façade monumentale de l'Institut et le jardin de roses, qui est toujours une grande valeur du jardin.
- 1964-1982 - Ruggero Tomaselli devient directeur, il augmente les collections par l'importation directe des lieux d'origine des plantes, où il effectue des campagnes de recherche, la première serre tropicale a été construite en 1974.
- 1997 - Le Jardin botanique fait partie du ministère de l'Écologie et du territoire des milieux terrestres. Cette même année, Alberto Balduzzi devient directeur et jette les bases d'une collection de plantes médicinales.
- 2005 - On inaugure la banque de matériel génétique pour la conservation des espèces menacées de graines de plantes indigènes de la Lombardie.

## Renseignements
Adresse
- Le jardin botanique est situé 14 rue Sant’ Epifanio, Pavie Fax: (+39) 34 240 0382

Heures d'ouverture
- De lundi à jeudi, à 09h00/12h30 et 14h30/17h00
- Vendredi, 09h00/12h00